# Elenella
Elenella es un género de foraminífero bentónico de la familia Ivanovellidae, de la superfamilia Parathuramminoidea, del suborden Fusulinina y del orden Fusulinida. Su especie tipo es Neoarchaesphaera (Elenella) multispinosa. Su rango cronoestratigráfico abarca desde el Ludloviense (Silúrico medio) hasta el Mississippiense (Carbonífero inferior).

## Discusión
Clasificaciones más recientes incluirían Elenella en el suborden Parathuramminina, del orden Parathuramminida, de la subclase Afusulinina y de la clase Fusulinata.

## Clasificación
Elenella incluye a las siguientes especies:
- Elenella monielli †
- Elenella multispinosa †
- Elenella punctillosa †